# گویونت
گویونت (به لاتین: Giewont) یک کوه در لهستان است که در شهرستان تاترا واقع شده‌است. گویونت  ۱٬۸۹۵ متر بالاتر از سطح دریا واقع شده‌است.